# DLL
DLL (angl. výslovnost [ˌdiːelˈel]; Dynamic-link library, dynamicky linkovaná [připojovaná] knihovna, knihovní modul) je v informatice implementace konceptu sdílených knihoven společnosti Microsoft pro operační systém Microsoft Windows, který je též používán v OS/2. Jde o jeden ze základních prvků struktury Windows. Soubory s knihovnami obvykle používají příponu .dll, .ocx (pro ActiveX prvky), .drv (pro staré systémové ovladače) nebo .fon (pro rastrová písma). Má-li knihovna jinou příponu, pak ji program musí nahrát explicitně voláním funkce LoadLibrary či LoadLibraryEx. Formát DLL souborů je stejný jako v případě EXE souborů, tedy Portable Executable (PE) pro 32bitové a 64bitové Windows nebo New Executable (NE) pro 16bitové Windows. Stejně jako EXE soubory mohou DLL obsahovat kód, data a zdroje v libovolné kombinaci.

## Historie DLL souborů
V prvních verzích operačního systému Microsoft Windows byly všechny procesy spouštěny v jednom adresovém prostoru paměti počítače a díky kooperativnímu multitaskingu se procesy explicitně vzdávaly procesoru. Všechny funkce operačního systému poskytoval MS-DOS, zatímco všechny vysokoúrovňové služby byly poskytovány pomocí DLL. Aplikační rozhraní (API) pro vykreslování (GDI, Graphics Device Interface) bylo implementováno v DLL zvané gdi.exe a uživatelské rozhraní v user.exe. Tyto vrstvy nad DOSem byly sdílené pro všechny běžící procesy (pod podmínkou provozu na strojích s alespoň jedním megabajtem paměti) s cílem umožnit procesům vzájemně spolupracovat. Kód v GDI překládal příkazy pro vykreslování do specifických instrukcí různých zařízení: v případě displeje byly měněny body ve framebufferu, v případě tiskárny byly příkazy transformovány na pokyny pro tiskárnu. Aby GDI mohlo pracovat s různými zařízeními, načítaly se do paměti programy zvané ovladače zařízení.
Stejná architektura, pomocí které GDI načítalo ovladače pro různá zařízení, umožnila systému načíst programy tak, že bylo možné z těchto programů volat API funkce knihoven USER a GDI. Tento koncept se nazývá dynamické linkování.
U nesdílených, tedy statických, knihoven se jejich kód jednoduše ve fázi linkování přidává do všech jednotlivých programů, které příslušný kód potřebují a volají. V případě dynamického linkování je sdílený kód umístěn do separátního souboru. Programy jsou s těmito soubory spojeny dynamicky pomocí operačního systému. To zlepšuje jak využití paměti, tak správu těchto dat. DLL soubory poskytují standardní výhody sdílených knihoven, mezi které patří zejména modularita; ta umožňuje provést změny v jedné knihovně sdílené více aplikacemi bez nutnosti tyto aplikace modifikovat. Další přínos modularity je v možnosti použití generického rozhraní pro zásuvné moduly. Rozhraní umožňuje integraci různých modulů do již existujících aplikací opět bez nutnosti aplikace modifikovat. Tento koncept dynamické rozšiřitelnosti je hojně využíván v modelu dílčích objektů COM (Component Object Model).
V systémech Windows 1.x, 2.x a 3.x sdílejí všechny aplikace stejný adresní prostor, do kterého jsou DLL načteny pouze jednou. Data těchto knihoven jsou pak sdílena všemi aplikacemi, což mohlo být využito k nepřímé meziprocesové komunikaci, ale také to mohlo vést k poškození nějaké aplikace. Od Windows 95 měl pak každý proces svůj vlastní adresní prostor. Zatímco kód dynamických knihoven může být sdílen, data jsou od této doby privátní s výjimkou explicitního vyžádání ze strany knihovny.
I když se DLL knihovny staly jádrem architektury systému Windows, mají mnoho nedostatků, které se souhrnně nazývají DLL peklo (anglicky DLL hell). V současné době Microsoft poskytuje několik řešení tohoto problému. Patří mezi ně
- platforma Microsoft .NET nebo
- virtualizace založená na Microsoft Virtual PC a Microsoft Application Virtualization, protože nabízí vysoký stupeň izolace aplikací.
- Dalším řešením pak je implementace Side-by-Side Assembly.

## Funkce knihovny DLL
Vzhledem k tomu, že jsou DLL knihovny v podstatě shodné s EXE soubory, je vhodné použít DLL z důvodu větší přehlednosti programu a jejich možnosti exportu. DLL soubory není možné přímo spouštět – ke spuštění vyžadují EXE soubor, počínaje Windows 95 jde o rundll32.exe – a nepřijímají zprávy; zato poskytují mechanizmus pro sdílení kódu a dat, což umožňuje vývojáři aktualizaci funkcí bez nutnosti aplikace znovu linkovat nebo kompilovat. Některé DLL (např. soubory s písmy) obsahují pouze data a žádný kód. Z hlediska vývoje aplikací si lze Windows a OS/2 představit jako kolekci DLL souborů, které jsou inovovány. To umožňuje aplikacím jedné verze operačního systému fungovat i v novějších verzích OS za předpokladu, že vydavatel OS zajistil, že jejich rozhraní a funkcionalita je kompatibilní.
Knihovny DLL jsou spouštěny v rámci volajícího procesu (tj. probíhajícího programu) a sdílejí s ním paměťový prostor a přístupová práva.
Tím je zajištěna nízká režie při použití, ale zároveň pro volající EXE soubor není zajištěna ochrana proti případným chybám v DLL knihovně.

## Vlastnosti DLL souborů

### Správa paměti
Ve Windows API jsou DLL soubory organizovány do sekcí, kde každá sekce obsahuje atributy informující o tom, zda je například v sekci povolen zápis nebo je pouze pro čtení a  také o tom, zda je vykonatelná (pro kód) nebo není (je jen pro data).
Kód v DLL knihovnách je obvykle sdílen všemi procesy, které tyto knihovny využívají. Knihovny jsou tak ve fyzické paměti načteny pouze jednou a nejsou odkládány do stránkovacího souboru.
Datové sekce jsou obvykle privátní, takže procesy využívající DLL mají vlastní kopii všech dat knihovny. Datové sekce lze ovšem sdílet a využít je k meziprocesové komunikaci, což může být bezpečnostní problém, protože poškození sdílených dat může způsobit nepřijatelné chování jiných procesů, které tato data používají. Například proces běžící pod účtem běžného uživatele může pomocí sdílených dat ovládnout jiný proces, který má vyšší oprávnění. To je důvod, proč se později upustilo od sdílených datových sekcí v DLL knihovnách.

### Rozlišení a importování funkcí
Každá funkce exportovaná DLL knihovnou je identifikována číslem a volitelně i jménem. Stejně tak může být funkce importována z DLL buď na základě čísla nebo jména. Číslo reprezentuje pozici ukazatele funkce v tabulce adres exportovaných funkcí a je běžné, že interní funkce jsou exportované pouze svým číslem. Ve Windows API se pak ve většině případů zachovávají mezi verzemi názvy, zatímco pořadí se může měnit, takže se nelze na takový import spoléhat.
Import funkcí pomocí pořadí není o moc rychlejší, protože tabulka exportovaných funkcí je seřazena podle jména, takže k nalezení funkce lze použít binární vyhledávání. V 16bitových verzích systému Windows nebyla tabulka řazena, takže vyhledání mohlo být o něco pomalejší.
Spustitelný soubor je možné vázat na konkrétní verzi knihovny a zjistit adresu importované funkce již v době kompilace. V takovém případě uloží linker časovou značku a kontrolní součet knihovny, ze které se importuje. Windows pak za běhu zkontrolují, zda se požadovaná knihovna používá a pokud ano, obejde standardní proces importování. V opačném případě proběhne import klasickou cestou.

### Odložené načtení
Normálně se aplikace využívající jistou knihovnu nespustí, pokud tato knihovna nemůže být nalezena. Nicméně aplikace může být linkována tak, že se systém nesnaží nalézt knihovnu ihned, ale až když je zavolána nějaká funkce knihovny. V případě, že knihovna není nalezena, nelze ji načíst nebo konkrétní funkce neexistuje, vygeneruje operační systém výjimku, kterou může aplikace zachytit a vhodně ošetřit. Pokud aplikace výjimku nezachytí, operační systém aplikaci ukončí s hlášením o chybě.

## Aspekty kompilátoru a programovacího jazyka

### Delphi
V hlavičce zdrojového kódu se používá klíčové slovo library namísto program. Na konci souboru je výčet funkcí, které budou exportovány, v klauzuli exports.
Delphi nepotřebuje LIB soubory pro import funkcí z DLL; k nalinkování DLL je užíváno klíčové slovo external v deklaraci funkce.

### Microsoft Visual Basic
Visual Basic (VB), podporuje jen run-time nalinkování; navíc ale kromě používání LoadLibrary a GetProcAddress API funkcí, jsou povoleny deklarace importovaných funkcí.
Při importu DLL funkcí skrze deklarace VB vyhazuje run-time error (chybu), jestliže nemohl být DLL soubor nalezen. Vývojář může zachytit chybu a náležitě ji ošetřit.
Při vytváření DLL ve VB, IDE dovolí vytvářet pouze ActiveX DLL, nicméně byly vytvořeny metody umožňující programátorovi explicitně zahrnout .DEF soubor linkerem. Ten obsahuje řadovou pozici a jméno každé exportované funkce. To umožňuje vývojáři vytvoření standardních Windows DLL (užitím Visual Basic), které mohou být referencovány „deklaračním“ vyjádřením.

### C a C++
Microsoft Visual C++ (MSVC) nabízí několik rozšíření oproti standardnímu C++, které umožňují funkcím být specifikované jako importované nebo exportované přímo v C++ kódu; toto bylo adoptováno i ostatními Windows C a C++ kompilátory, zahrnujíc Windows verze GCC. Tato rozšíření používají atribut __declspec před deklarací funkce. Jsou-li funkce jazyka C použity skrze jazyk C++, musí být deklarovány jako extern "C" v C++ kódu, pro informaci kompilátoru, že by mělo být použito nalinkování jazyka C.
Mimo specifikování importovaných a exportovaných funkcí užitím __declspec atributů mohou být funkce vypsány v IMPORT nebo EXPORTS sekci DEF souboru použitém v projektu. DEF soubor je zpracován linkerem namísto kompilátoru.
Produktem DLL kompilace jsou DLL a LIB soubory. LIB soubor, tedy objektová knihovna, je použit pro link k DLL během kompilace; není nezbytný pro run-time linkování. Pokud váš DLL je Component Object Model (COM) server, musí být DLL soubor umístěn v jednom z adresářů zapsaných v systémové proměnné PATH ve výchozím systémovém adresáři nebo ve stejném adresáři jako je program. COM server DLL jsou registrovány pomocí regsvr32.exe, který umístí lokaci DLL a jeho globální unikátní ID (GUID) do registrů. Programy poté mohou použít DLL vyhledáním jeho GUID v registrech k nalezení jeho lokace (cesty).